# Magyarborzás
Magyarborzás (románul: Bozieș) falu Romániában, Beszterce-Naszód megyében. A róla nevezett patak partján, nyugatról keletre nyíló völgykatlanban fekszik, Déstől 43,4 kilométerre. Kékes községhez tartozik.

## Története
A település nevét 1332-ben Buzyas alakban említették okiratban. A település római katolikus egyháza egyike volt a legrégibbeknek. 1332-ből ismert Pál nevű plébánosa, 1490-ben Jakab volt a plébános. A reformáció idején protestáns gyülekezet alakult meg a faluban. A ma is álló, Szent Mihály tiszteletére felszentelt templom építtetője a bethleni főúr, Bethlen Gergely volt, aki az 1433-ban, Zsigmond király kíséretében tett pápai látogatás után, annak hatására, birtokának több településén kezdeményezett templomépítést. 1722-ig anyaegyházként működött a helyi gyülekezet. Akkor Vice leányegyházává vált, de rövid idő után újra anyaegyházközséggé lett. A templom mellé 1867-ben épült a harangláb. Ugyanakkor a templomot is felújították.
Jelenleg három harang található a haranglábon. A legrégebbi felirata: „1737 D.7.M.A.1.C.U.I. Borsás”. A második harang 1798-ban készült, a harmadikat 1884-ben, az akkori lelkipásztor, Csiszár Farkas és neje, Kovács Juliánna ajándékozta az egyháznak. A templomban található szószékkorona felirata: „Isten dicsőségére készítette H. Bakó Károly és neje D. Daday Emilia 1890 máj. 25”.
1912. május 13-án a falun átvonuló forgószél a templom fedelét szétdúlta, a falakat is megrongálta. A fedélszerkezetet újjáépítették, de a megrongált falakat csak részben javították. 2001-2003 között, a gyülekezet pénzadományából jelentős felújítási munkálatokat végeztek a templomon. A templom külső és belső falrendszerét megjavították, és mennyezetet, csatornarendszert készítettek, kicserélték a nyílászárókat, a régi karzatot, a szószéket és a padokat újra cserélték. A mai református gyülekezet lélekszáma 278.

## Jelenlegi népszokások
Minden évben megszervezik az immár hagyománnyá vált húsvéti batyus bált, amelyet a kultúrotthonban tartanak. A kezesek (szervezők) minden évben időben lefoglalják a zenészeket, és a bál napján ők szedik a belépőt. 2010-ben pünkösdkor szervezték a bált.  Ugyanebben az évben lépett fel először a besztercei Vadrózsa néptánccsoport, magyarpalatkai táncokat bemutatva.

## Lelkipásztorai
Szőllősi János (1618), Szentkirályi György, Fekete Pál(?-1745), Péterfalvi István (1748-?), Bányai M.István (1753-?), Bitai András pap-mester (1755-1799 ???), Pál István (1788, 1795-1800), Szentmiklósi István lévita (1802-1816), Kolozsvári Sámuel (1817-1818), Kovács Sámuel (1819-1821), Olasz József (1821), Olasz György (1824-?), Zsoldos Mihály (1827-?), Balog Pál (1829-?),  Farczádi Kovács Sámuel (1831-?), Benedek Sámuel (1831-?), Bálint Nagy Sámuel (1834-?), Nagy Ábrahám (1851-?), Bartók Zsigmond (1857-1858), Csejdi István (1858-?), Csiszár Farkas (1861-?), Sipos Gyula (1893-1933), Kadácsi Zoltán (1934-1935), Mágner Sándor (1935), Szigyártó Albert (1936-1937), Keresztes Sándor (1938-1940), Nagy Mihály (1941), Horváth László (1941), Nagy Béla (1942-1944), Krizbay Miklós (1945-1963), Antal Margit (1963-1966, 1974-1980), Horváth Loránd (1966-1971), Pünkösdi Lajos (1972), Kiss Károly (1973), Gáll Mihály (1980-1986), Lukács Dániel (1988-2016)